# جون روبنسون (نحات)
جون روبنسون (بالإنجليزية: John Robinson)‏ هو نحات بريطاني، ولد في 4 مايو 1935 في لندن في المملكة المتحدة، وتوفي في 6 أبريل 2007.